# Theroscopus aegyptiacus
Theroscopus aegyptiacus là một loài tò vò trong họ Ichneumonidae.